# Rentenversicherungssystem (Chile)
Das chilenische Rentenversicherungssystem ist eine staatlich regulierte Form der Altersvorsorge, es besteht seit 1920. Das Rentenversicherungssystem wurde 1980 unter der Militärdiktatur Augusto Pinochets vom Umlageverfahren auf das Kapitaldeckungsverfahren umgestellt. Viele Kritiker wie auch Befürworter sehen in der Reform ein wichtiges Experiment unter Realbedingungen, das Aufschlüsse über die Auswirkungen einer vollständigen Umstellung eines Rentensystems auf das Kapitaldeckungsverfahren liefert. Die Entwicklung wurde daher international mit großem Interesse beobachtet. Im Jahr 2008 wurde das Rentensystem unter der Regierung Michelle Bachelet erneut reformiert.

## Geschichte (1920–1980)

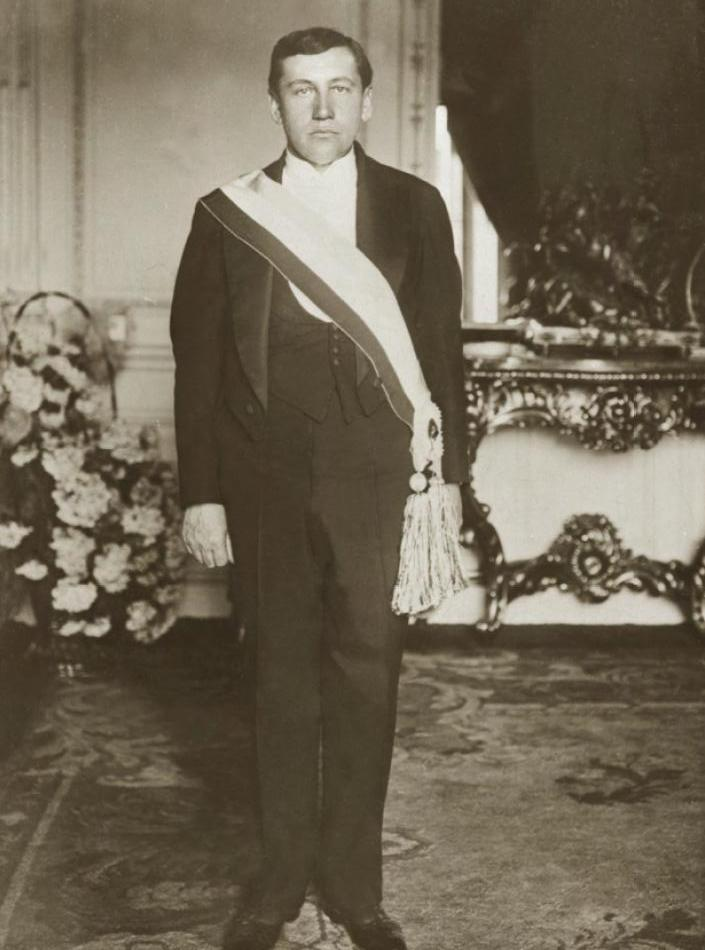
Präsident Arturo Alessandri (1920)

In Chile wurde 1920 ein Sozialversicherungssystem eingeführt, zu dem auch eine umlagefinanzierte Rentenversicherung gehörte. Obwohl bis 1973 ein Anteil von 73 % aller Arbeiter in das System einzahlten, war die finanzielle Ausstattung der Rentenfonds niedrig, da fast alle Arbeiter nur den gesetzlichen Minimalbeitrag leisteten und viele sich erfolgreich der Abführung von Rentenbeiträgen ganz entzogen. Die schlechte Zahlungsmoral wird vor allem darauf zurückgeführt, dass die individuelle Rentenhöhe wenig von der Höhe der Rentenbeiträge abhing. 1980 erreichte das Defizit der Rentenkassen 1,8 % des Bruttoinlandsprodukts. Weiterhin bestand das Problem, dass die Rentenhöhe für unterschiedliche Berufsgruppen unterschiedlich hoch ausfiel. Die Unterschiede werden zumeist auf ein unterschiedlich erfolgreiches Lobbying der verschiedenen Berufsgruppen zurückgeführt.

## Rentenreform 1980/81

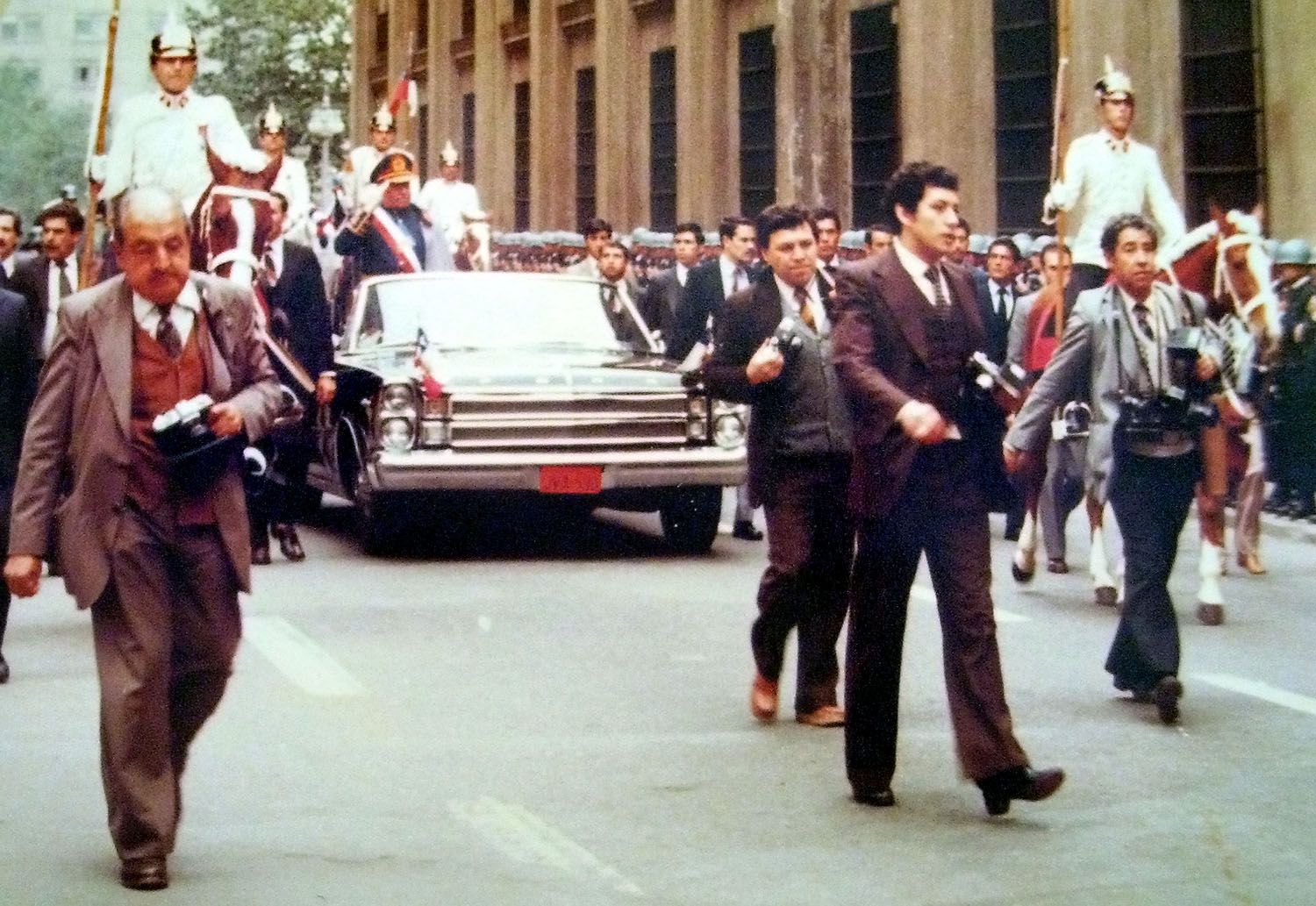
Militärparade zum 9. Jahrestag des Militärputsches durch Augusto Pinochet (1982).

1980 stellte die Regierung Pinochet unter Federführung des damaligen zu den sogenannten Chicago Boys zählenden Arbeitsministers José Piñera das bisherige umlagefinanzierte Rentensystem auf das Kapitaldeckungsverfahren um. Die Idee einer Privatisierung der Rente kam José Piñera erstmals beim Lesen des Buches Kapitalismus und Freiheit von Milton Friedman. Es wurden verschiedene private Rentenfonds gegründet, die sogenannten Administradoras de Fondos de Pensiones (AFPs). Für alle Bürger, die laut gesetzlicher Definition Arbeiter sind, müssen die Arbeitgeber einen Teil des Arbeitseinkommens an die Rentenversicherung abführen. Arbeiter, die bereits in das alte System eingezahlt hatten, bekamen ein Wahlrecht, weiter in das alte System einzuzahlen. Dabei wurden die gesetzlichen Mindestbeiträge zu den neuen privaten Rentenversicherungen jedoch 11 % niedriger angesetzt als die Beiträge zu der alten Rentenversicherung, damit möglichst alle Arbeiter wechseln.

### Beitragspflicht
Alle Arbeiter und Arbeitnehmer müssen in das System einzahlen. Selbständige dürfen einzahlen, müssen aber nicht. Die Pflichtbeiträge betragen 13 % des monatlichen Arbeitseinkommens. Der Teil des Monatseinkommens, der 2000 US$ übersteigt, ist beitragsfrei. Die Rentenbeiträge können als Sonderausgaben bei der Einkommensteuer in Abzug gebracht werden.
Angehörige des Militärs verfügen über ein eigenes Rentenprogramm (im Umlageverfahren) und sind im allgemeinen Rentensystem nicht beitragspflichtig.

### Rolle des Staates
Die Gründung und der Betrieb der privaten Rentenversicherungen sind gesetzlich reguliert. So muss z. B. jeder Rentenfonds Mindestrücklagen bilden. Auch für die Art der Kapitalanlage bestehen Vorschriften. Die Einhaltung der Vorschriften durch die privaten Rentenversicherungen werden von einer staatlichen Aufsichtsbehörde, der Superintendencia de AFP überwacht.
Es bestehen Staatsgarantien für folgende Fälle:
1. Allen Bürgern, die mindestens 20 Jahre lang in einen Fonds eingezahlt haben, garantiert der Staat die Mindestrente.
2. Wenn ein Rentenfonds den staatlich festgesetzten Mindestertrag nicht (mehr) leisten kann, wird er liquidiert und das Fondsvermögen auf andere Fonds übertragen. In diesem Fall muss der Staat die Kapitaldifferenz zum Mindestertrag auffüllen.
3. Im Falle des Bankrotts eines Rentenfonds übernimmt der Staat die weiteren Rentenzahlungen.

Weiterhin zahlt der Staat eine Sozialhilfe, die Pensiones Asistenciales (PASIS), für solche Bürger, die keinen Anspruch auf Mindestrente haben.
Aufgrund der Umstellung des Systems vom Umlageverfahren auf das Kapitaldeckungsverfahren entstehen noch bis ca. 2045 Umstellungskosten. Weil die Beitragszahlungen fast vollständig in das neue System erfolgen, stehen den Rentenansprüchen aus dem alten System fast keine Einzahlungen mehr gegenüber. Die Differenz wird vom chilenischen Staat gezahlt. Ebenso finanziert der Staat die Aufstockung der Rentenansprüche von solchen Bürgern, die in das neue System gewechselt sind. Diese Umstellungskosten belasten den Staatshaushalt erheblich:
| Jahr                                                          | 1981 | 1982 | 1983 | 1984 | 1985 | 1986 | 1987 | 1988 | 1989 | 1990 | 1991 | 1992 | 1993 | 1994 | 1995 |
| ------------------------------------------------------------- | ---- | ---- | ---- | ---- | ---- | ---- | ---- | ---- | ---- | ---- | ---- | ---- | ---- | ---- | ---- |
| Umstellungskosten in % des chilenischen Bruttoinlandsprodukts | 4,10 | 8,30 | 7,50 | 7,70 | 6,70 | 6,30 | 5,40 | 5,20 | 4,50 | 4,60 | 4,50 | 4,30 | 4,50 | 4,50 | 4,40 |

Die staatlichen Zuschüsse zum Rentensystem (Umstellungskosten, Pensiones Asistenciales, Mindestrente) beliefen sich im Zeitraum von 1981 bis 2004 auf durchschnittlich 4,7 % des BIP pro Jahr. Die Zuschüsse lagen also deutlich höher als vor der Reform, als das Defizit „nur“ 1,8 % des BIP pro Jahr betrug.

### Verwaltungskosten
Die Pensionsfonds – also die neu eingeführten Versicherungen – finanzieren sich über Verwaltungskosten. Die Pensionsfonds sind hinsichtlich der Art, Anzahl und Höhe der Verwaltungskosten nicht gesetzlich reguliert. Üblicherweise fallen Verwaltungsgebühren für die Eröffnung sowie für diverse Änderungen eines Kontos an. Weiterhin wird ein Teil der monatlichen Rentenbeiträge zur Finanzierung einbehalten, ebenso wie ein Teil der freiwilligen Beiträge. Lediglich die Erhebung von Verwaltungskosten für die vorzeitige Beendigung des Pensionsfonds (zum Zwecke des Fondswechsels) ist gesetzlich verboten.

### Anteil der rentenversicherten Bevölkerung und Rentenhöhe
Die zu erwartende Rentenhöhe hängt von der Wertentwicklung der Rentenfonds und von der Höhe der abgezogenen Verwaltungskosten ab. Die Verwaltungskosten sind bei den chilenischen Rentenfonds relativ hoch. Die nominelle Rendite der Rentenfonds betrug in der Vergangenheit im Durchschnitt 10 %, die reale Rendite (nach Abzug der Verwaltungskosten) betrug im Durchschnitt 4,5–6,5 %. Die Wertentwicklung der chilenischen Rentenfonds ist somit verglichen mit der Wertentwicklung privater Rentenfonds der entwickelten Industrieländer bisher überdurchschnittlich, verglichen mit der Wertentwicklung privater Rentenfonds anderer südamerikanischer Länder durchschnittlich. Die Höhe des bisherigen Ertrags wird von Beobachtern zum Teil auf Sonderfaktoren zurückgeführt, wie z. B. dem bisher hohen Realzinsniveau und dem Boom der Finanzmärkte und Aktien, der auch mit der Kapitalakkumulation der Pensionsfonds zusammenhängt.
Neben bzw. anstelle der Rentenansprüche aus den privaten Rentenfonds besteht unter Umständen Anspruch auf staatliche Hilfen:
Bürger, die 20 Jahre lang in das Versicherungssystem eingezahlt haben und deren Rentenanspruch trotzdem unter einer bestimmten Höhe liegt, haben Anspruch auf Mindestrente (Garantía de Pensión Mínima). In diesem Fall wird auf Staatskosten die Rente aufgestockt. Das Lebensalter, ab dem diese gesetzliche Mindestrente frühestens ausgezahlt wird, wurde im Rahmen der Reform für Männer von 60 auf 65 Jahre erhöht, für Frauen von 55 auf 60 Jahre.
Weiterhin gibt es die Pensiones Asistenciales (PASIS) für Bürger, die keinen Rentenanspruch haben oder weniger als 20 Jahre lang eingezahlt haben. Für PASIS-Leistungen besteht aber ein fixes (und in der Regel schmales) Budget. Wenn das Jahresbudget aufgebraucht ist, werden keine Renten mehr ausgezahlt.
Die Zahl der Arbeiter, die tatsächlich in die Rentenversicherung einzahlen, betrug 1980 (vor der Reform) 64 % und sank bis 2006 auf 58 %. Die geringe Zahl beruht nach Ansicht des Professors der Diego Portales Universität Patricio Navia auf der Ansicht vieler Bürger, dass die Verwaltungskosten zu hoch und die zu erwartbare Rente unfair niedrig ist. Viele Bürger versuchen daher, sich dem Rentensystem zu entziehen. Andras Uthoff, Direktor der Social Development Division der UN-Wirtschaftskommission für Lateinamerika (ECLAC) ist der Ansicht, das reformierte chilenische Rentensystem passe nicht zu dem reformierten chilenischen Arbeitsmarkt, der nur einem kleinen Prozentsatz der Bürger erlaubt, einen nennenswerten Rentenanspruch aufzubauen.
Nach der Zukunftsprojektion von Berstein, Larrain Rios und Pino aus dem Jahr 2005 (aufgrund von Daten aus dem Zeitraum 1981–2003) wurde die Art der zukünftigen Renten wie folgt vorhergesagt:
| 60 % der Arbeiter werden vom Rentensystem erfasst | Für diese zu erwartende Art der Rente: | Für diese zu erwartende Art der Rente:                 | Für diese zu erwartende Art der Rente: |
| 60 % der Arbeiter werden vom Rentensystem erfasst | Sozialhilfe (PASIS)                    | Aufgestockte Mindestrente (Garantía de Pensión Mínima) | ausreichende private Rente             |
| 60 % der Arbeiter werden vom Rentensystem erfasst | 40–50 %                                | 10 %                                                   | 40–50 %                                |
| ------------------------------------------------- | -------------------------------------- | ------------------------------------------------------ | -------------------------------------- |

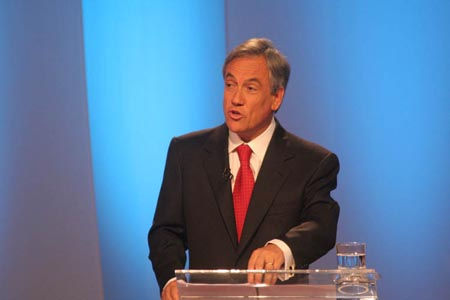
Sebastián Piñera in einer Fernsehdebatte mit Michelle Bachelet im Präsidentschaftswahlkampf 2005/2006

Sebastián Piñera, der Bruder von José Piñera und spätere Präsident von Chile, erklärte während der Präsidentschaftskandidatur 2005/2006:

„Chiles Sozialsystem bedarf einer tiefgreifenden Reform in allen Bereichen, denn die eine Hälfte der Chilenen hat keinen Rentenanspruch, und für 40 % von den anderen ist es schwierig, auch nur die Voraussetzungen für die Mindestrente zu erreichen. Dies muss jetzt angegangen werden, und wir stimmen mit Michelle Bachelet überein und werden, so hoffe ich, zusammenarbeiten, um dies anzugehen.“

### Makrodaten
Die Chilenen zahlen jedes Jahr Beiträge in Höhe von ca. 3,5 % des Bruttoinlandsprodukts in die privaten Rentenfonds ein. Die Rentenzahlungen aus den Rentenfonds sind noch relativ gering, da bisher noch wenige Einzahler das Rentenalter erreicht haben. Die privaten Rentenfonds haben bis zum Jahr 2008 Kapital in Höhe von 52,77 % des Bruttoinlandsprodukts angesammelt.
| Jahr                                                           | 2002  | 2003  | 2004  | 2005  | 2006  | 2007  | 2008  |
| -------------------------------------------------------------- | ----- | ----- | ----- | ----- | ----- | ----- | ----- |
| Jährliche Beiträge in % des Bruttoinlandsprodukts:             | 3,57  | 3,40  | 3,48  | 3,57  | 3,32  | 3,44  | 3,49  |
| Rentenzahlungen der Rentenfonds in % des Bruttoinlandsprodukts | 1,95  | 1,99  | 1,99  | 1,78  | 1,64  | 0,90  | 1,92  |
| Kapital der Rentenfonds in % des Bruttoinlandsprodukts         | 55,07 | 58,16 | 59,08 | 59,35 | 61,01 | 64,43 | 52,77 |

### Internationale Bedeutung der chilenischen Rentenreform

#### Ausstrahlungswirkung in andere südamerikanische Länder
Die chilenische Rentenreform wurde international stark beobachtet und diente einigen Ländern als Vorbild. Bolivien, Mexiko, El Salvador und die Dominikanische Republik haben Rentenreformen durchgeführt, die sich eng an das chilenische Vorbild anschlossen; insbesondere erfolgte dort ebenfalls eine vollständige Umstellung auf das Kapitaldeckungsverfahren. Kolumbien und Peru führten private Rentenfonds lediglich als freiwillige Alternative zum Umlageverfahren ein. Argentinien, Uruguay und Costa Rica führten ein Mischsystem aus Umlageverfahren und privaten Rentenfonds ein. In Argentinien und Peru erfolgte im Jahr 2007 allerdings eine teilweise Abkehr von den Reformen. Es wurden dort Gesetze erlassen, die es Beitragszahlern erlauben, wieder in das öffentlich-rechtlich verwaltete Umlageverfahren zurückzukehren.

#### Aspekt der gesamtwirtschaftlichen Sparquote
Seit 1985 ist die volkswirtschaftliche Ersparnis Chiles stark angestiegen. Es wurden mehr Investitionen getätigt, und Chile wurde unabhängiger von ausländischen Krediten. Das Ansteigen der gesamtwirtschaftlichen Sparquote wurde von einigen Wirtschaftswissenschaftlern als direkte Auswirkung der Einführung des Kapitaldeckungsverfahrens gedeutet und die chilenische Rentenreform als Vorbild empfohlen.
In anderen Ländern wurde daraufhin ebenfalls ein Kapitaldeckungsverfahren eingeführt mit dem Ziel, die gesamtwirtschaftliche Sparquote zu erhöhen und dadurch ein höheres Wirtschaftswachstum zu stimulieren. Allerdings konnte nur in Peru ein leichter Anstieg der gesamtwirtschaftlichen Sparquote in zeitlicher Koinzidenz mit der Rentenreform beobachtet werden. In Argentinien ergab sich im Zuge der Rentenreform keine Veränderung der Sparquote. In Kolumbien und Mexiko ging die gesamtwirtschaftliche Sparquote nach Einführung des Kapitaldeckungsverfahrens sogar zurück.
Der Zusammenhang zwischen der gesamtwirtschaftlichen Sparquote Chiles und der Umstellung des chilenischen Rentensystems auf das Kapitaldeckungsverfahren wird in der wirtschaftswissenschaftlichen Debatte mittlerweile wieder kontrovers diskutiert. So wird darauf hingewiesen, dass z. B. im Jahr 1988 die Einzahlungen in die Rentenfonds sich auf 2,7 % des Bruttosozialprodukts beliefen, was die private Ersparnis entsprechend erhöht hat. Gleichzeitig beliefen sich die Umstellungskosten auf ca. 4 % des Bruttoinlandsprodukts, was die öffentliche Ersparnis entsprechend verringert hat. In der Summe habe sich die Umstellung des Rentensystems entgegen ersten Vermutungen nicht positiv, sondern negativ auf die chilenische Sparquote ausgewirkt.
Peter R. Orszag und Joseph E. Stiglitz kommen zu dem Schluss, dass die Einführung eines Kapitaldeckungsverfahrens für sich genommen keine makroökonomischen Auswirkungen hat. Die Einführung eines Kapitaldeckungsverfahrens führt zum Beispiel dann nicht zu einer Erhöhung der gesamtwirtschaftlichen Sparquote, wenn die Bürger ohne diese Rentenreform auf andere Art eine ähnlich hohe Summe angespart hätten (d. h. wenn die Rentenersparnisse andere Formen der Kapitalanlage bloß ersetzen). Ebenso liegt der Fall, wenn die Bürger oder der Staat im Rahmen der Rentenumstellung in dem Maß Schulden aufnehmen, wie in der Ansparphase ein Kapitalstock aufgebaut wird. Es kommt also nicht darauf an, wie ein Rentensystem organisiert ist, das Kapitaldeckungsverfahren kann sowohl für öffentliche Rentenversicherungen als auch für private Rentenversicherungen eingeführt werden. Weiterhin führt die Tatsache der Einführung eines Kapitaldeckungsverfahren für sich alleine nicht zu einer Erhöhung der gesamtwirtschaftlichen Sparquote, dies hängt von dem weiteren Verhalten der Bürger und des Staates ab. Vor diesem Hintergrund wird darauf hingewiesen, dass in Chile in den 1980er Jahren auch in anderen Wirtschaftsbereichen Reformen durchgeführt wurden, die zu einer Reifung des chilenischen Kapitalmarktes und zur Stärkung des Vertrauens in Institutionen des chilenischen Kapitalmarktes sowie zu einer Erhöhung der Spar- bzw. Investitionsbereitschaft geführt haben.

## Rentenreform 2008

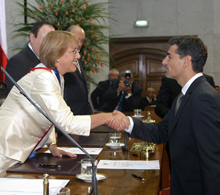
Andrés Velasco bei der Ernennung zum chilenischen Finanzminister durch Präsidentin Michelle Bachelet im März 2006

Unter der Regierung Bachelet wurde das Rentensystem im Jahr 2008 erneut reformiert. Als die beiden anzugehenden Hauptprobleme nannte Andrés Velasco, der führende Wirtschaftsberater der Regierung Bachelet, die Absicherung der Bevölkerung und die Verwaltungskosten. Zu viele Menschen seien außerhalb des Rentensystems, und die Kapitalbildung mithilfe der Rentenfonds sei recht teuer. Die Reform folgt einer Empfehlung der Weltbank, die im 1980er Rentensystem eine starke Umverteilungskomponente zu Lasten der geringer oder unregelmäßig verdienenden Arbeiter gesehen hat. Ein Großteil der chilenischen Bevölkerung sei demnach von der Altersvorsorge abgeschnitten, weil der chilenische Arbeitsmarkt vielen Arbeitern eine regelmäßige und hohe Zahlung von Rentenbeiträgen nicht ermöglicht. Viele Arbeiter hätten daher Schwierigkeiten auf die 20 Beitragsjahre zu kommen, um wenigstens die (staatliche aufgestockte) Mindestrente zu erreichen. Da die Pensionsfonds hohe fixe Verwaltungskosten pro Versicherungsnehmer berechnen und nur ein kleiner Teil der Verwaltungskosten von der Höhe des verwalteten Kapitalkontos abhängt, stellen sich die chilenischen privaten Rentenfonds für Arbeiter mit geringeren Einkommen selbst im Falle lückenloser Beitragszahlungen als sehr unrentable und zur Altersabsicherung unzureichende Kapitalanlage dar. Die Weltbank empfahl daher die Mindestrente und die Pensiones Asistenciales (PASIS) abzuschaffen und stattdessen eine solidarische Grundsicherung einzuführen, welche durch die privaten Rentenfonds lediglich aufgestockt wird.
Die Reform umfasst im Wesentlichen folgende Punkte:
- Die Mindestrente Pensión Mínima Garantizada (PMG) und die Pensiones Asistenciales (PASIS) wurden durch ein steuerfinanziertes solidarisches Pensionssystem (SPS) ersetzt. Aus diesem sind alle Bürger anspruchsberechtigt, die älter als 65 Jahre sind, seit mindestens 20 Jahren in Chile leben und deren private Rentenansprüche ein bestimmtes Niveau unterschreiten.
- Die Schlechterstellung von Frauen wurde etwas abgemildert.
- Der gesetzlich definierte Rahmen, innerhalb dessen den Rentenfonds Investitionen erlaubt sind, wurde erweitert.
- Innerhalb eines Übergangszeitraums bis 2015 werden auch Selbständige in das Rentenversicherungssystem einbezogen.